# Зимницы (Новгородская область)
Зи́мницы — деревня Демянского района Новгородской области, входит в состав Полновского сельского поселения.

## География
Деревня находится в южной части Новгородской области, в зоне хвойно-широколиственных лесов, на Валдайской возвышенности, на расстоянии 44 км (по прямой) к юго-востоку от города Демянск, административного центра района. Абсолютная высота — 215 м над уровнем моря. Через деревню проходит автодорога «Полново — Красуха», позволяющая объехать систему Селигерских озёр с восточной стороны.

### Часовой пояс
Деревня Зимницы, как и вся Нижегородская область, находится в часовой зоне МСК (московское время). Смещение применяемого времени относительно UTC составляет +3:00.

## История
Впервые упоминается в 1646 году. Название деревни происходит от бывшего здесь купецкого зимовья. До апреля 2010 года входила в состав упразднённого Новоскребельского сельского поселения.

## Население
| 2010 |
| ---- |
| 5    |